# نيلة إصبعية
نيلة إصبعية (الاسم العلمي: Indigofera digitata) هو نوع من النباتات يتبع جنس النيلة من الفصيلة البقولية.